# Patrologie
Ne doit pas être confondu avec Patristique.
La patrologie est une branche de la patristique qui étudie les œuvres des Pères de l'Église sous un angle historique, doctrinal et ecclésiastique. 
Le terme a été employé pour la première fois par le théologien luthérien Johann Gerhard, dans son ouvrage Patrologia sive De Primitivae Ecclesiae Christianae Doctorum vita ac lucubrationibus opusculum, publié à Iéna en 1653. 

## Patrologie et patristique
Un certain nombre de chercheurs distingue la patrologie de la patristique. Ainsi, Josef Fessler a pu définir la patrologie comme la science qui procure le matériau nécessaire à l'étude des Pères de l'Église : par exemple, les critères permettant de juger de leur génie, les difficultés éventuelles de leur étude et les règles de leur usage.
Pour cet auteur, la patristique serait la science théologique qui vise à recueillir et classifier tout ce qui concerne la foi, les mœurs, la discipline des Pères. 
Leur vie et leurs travaux relèveraient des études historiques de la littérature.

## Sources
- (it) Enciclopedia Treccani, Rome, Istituto dell'Enciclopedia Italiana, article Patrologia.